# I Sínodo de Santiago de Chile
El I Sínodo Diocesano de Santiago de Chile fue una reunión convocada por el obispo de Santiago Fray Diego de Medellín en 1586, y tuvo como objetivo -al igual que sus sucesoras- el estudio de la situación religiosa y moral de la diócesis adoptando diversos acuerdos relacionados con ésta.
Si bien es cierto, gran importancia tuvo para la Iglesia católica en Chile el Sínodo de Lima (1582-1583), no fue sino hasta los primeros Sínodos del período colonial (La Imperial en 1584 y el I de Santiago) en que se tratan materias específicas de la forma en que se organizaría la Iglesia chilena.
Junto con el IV Sínodo de Lima (con sede en Yaurasbamba y celebrado por Toribio de Mogrovejo), se constituye en una de las dos reuniones de relevancia en su tipo realizadas en la América-hispánica durante el año 1586; su texto en tanto, es prácticamente desconocido debido a que probablemente nunca se publicó, a pesar de que en el prefación y principio de la sínodo del V Sínodo se renueva su vigencia (en conjunto con el II, III y IV Sínodos).